# Fuschloger Beach
Fuschloger Beach är en strand i Antarktis. Den ligger i Sydshetlandsöarna. Argentina, Chile och Storbritannien gör anspråk på området. Fuschloger Beach ligger vid sjön Kiteschbach.